# Chrysococcyx klaas
Il cuculo di Klaas o cuculo dorato di Klaas (Chrysococcyx klaas Stephens, 1815) è un uccello della famiglia Cuculidae.

## Distribuzione e habitat
Questo uccello vive in tutta l'Africa subsahariana, dalla Mauritania a ovest e il Sudan a est fino al Sudafrica, e nello Yemen.

## Tassonomia
Chrysococcyx klaas non ha sottospecie, è monotipico.